# Acila cobboldiae
Acila cobboldiae is een uitgestorven mariene tweekleppige die tegenwoordig alleen verwanten heeft in de Grote Oceaan.

## Beschrijving

### Kenmerken
De driehoekig eivormige schelp wordt tot ongeveer 25 millimeter lang. Exemplaren uit het Plioceen blijven kleiner dan die uit het Pleistoceen.
De buitenzijde van de schelp heeft een 'chevron' sculptuur die heel kenmerkend is voor deze soort. Vaak is de buitenzijde bruin tot bruinpaars gekleurd en zijn een aantal donkerder gekleurde concentrische banden zichtbaar. Waarschijnlijk zijn dit 'groeiringen' die veroorzaakt zijn door een stop in de groei tijdens de winter. De binnenzijde heeft een matte parelmoerglans. Net als bij andere Nuculoida is er een taxodont slot.

### Levenswijze
Net als veel andere Nuculoida zal Acila cobboldiae vooral een filteraar geweest zijn. De soort wordt altijd aangetroffen in associaties bestaande uit soorten die lage watertemperaturen verdragen. Lage watertemperaturen zullen tijdens het Plioceen in het Noordzeegebied vooral in dieper water voorgekomen zijn. Tijdens die periode komt de soort inderdaad in associaties voor die daarop wijzen. Tijdens de koude perioden (glacialen) in het Vroeg-Pleistoceen was koud water ook in ondiepe zeeën te verwachten. Acila cobboldiae is in het Vroeg-Pleistoceen dan ook zowel in diep- als in ondiep water gevonden.
Als de donkere banden aan de buitenzijde van de schelp inderdaad 'jaarringen' zijn dan zouden individuen van deze soort circa 20 jaar geleefd kunnen hebben. De groeiringen zijn vooral duidelijk bij exemplaren van Pleistocene ouderdom uit ondiepwaterafzettingen.

### Fossiel voorkomen

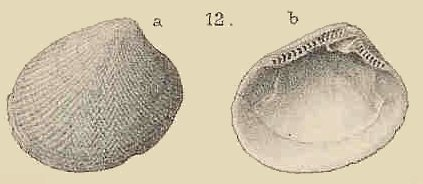
Acila cobboldiae zoals afgebeeld door Lorié (1885)

De soort wordt vrij algemeen, soms zelfs zeer talrijk gevonden in de Formatie van Maassluis die dateert uit het Tiglien (Zone van Mya arenaria en Hydrobia ulvae) en Pretiglien (Zone van Serripes groenlandicus en Yoldia lanceolata), vrij zeldzaam is de soort eveneens bekend uit de Formatie van Oosterhout uit het Reuverien (Zone van Nassarius propinquus en Lentidium complanatum en Subzone van Nassarius reticosus en Chlamys opercularis) (Heering, 1950; Spaink, 1975). Lorié (1885) vermeldt de soort al uit afzettingen van de Formatie van Maassluis in een grondboring bij Utrecht van een diepte van 200 meter. Het hier rechts afgebeelde gefotografeerde exemplaar komt uit de Formatie van Maassluis in een grondboring bij Noordwijk (Meijer et al., 2006).
Op het Noordzeestrand spoelt Acila cobboldiae zeldzaam aan op stranden in de provincie Zeeland.

### Oorsprong
De oudste vertegenwoordigers van het geslacht Acila zijn bekend uit het Krijt in het gebied van de Grote Oceaan. De oudste vertegenwoordigers in de Atlantische Oceaan zijn echter pas bekend uit het Plioceen. Men neemt aan dat ergens in het Plioceen vertegenwoordigers van deze groep via de Beringstraat van de Pacifische naar de Atlantische Oceaan zijn gemigreerd. Dit wordt voor veel andere soorten mollusken eveneens aangenomen. Andere vertegenwoordigers uit deze migratiegolf zijn de niet uitgestorven Strandgaper, het Nonnetje en de Alikruik (Vermeij, 1991).